# Corentin de Chatelperron
Corentin de Chatelperron, né à Vannes le 14 mai 1983, est un ingénieur, navigateur et aventurier français.

## Biographie

### Origine et famille
Corentin de Chatelperron est issu de la famille Collas de Chatelperron, qui appartenait au XVIIe siècle à la haute bourgeoisie du Bourbonnais et qui tire son nom de la baronnie de Châtelperron acquise en 1803 par Jean-Baptiste Collas.
Il grandit à Muzillac où son père est notaire. Il effectue sa scolarité au lycée Saint-François-Xavier de Vannes puis ses études d'ingénieur à l'Institut catholique d'arts et métiers (ICAM) de Nantes.

### Carrière

#### Tara Tari
Début 2009, il rejoint le Bangladesh pour travailler dans un chantier naval moderne de production de bateaux en composite de fibre de verre, le chantier naval TaraTari. Rapidement, Corentin a l'idée de remplacer la fibre de verre (un matériau polluant à produire, importé et cher) par de la fibre de jute, une ressource naturelle locale.
Pour démontrer le potentiel du jute et trouver des partenaires, Corentin construit le petit voilier Tara Tari, premier bateau à intégrer du jute (40 % composite en jute, 60 % composite en verre) et décide de rejoindre la France à son bord. Ce périple de 6 mois en mer, plus tard baptisé « l'Aventure de Tara Tari », permet à des partenaires de rejoindre Corentin pour lancer Gold of Bengal, un projet de recherche sur l'utilisation du jute en renfort pour matériaux composites.

#### Gold of Bengal
Ses recherches donnent naissance en mars 2013 à un second prototype de bateau, le Gold of Bengal, 100 % composite en jute inauguré en février 2013 au Bangladesh.

#### Biosphère du désert
En 2023, il mène une seconde expérience avec la designer belge Caroline Pultz, cette fois en milieu aride, dans le désert mexicain. Culture de champignons, de plantes et d’algues, utilisation de l'énergie solaire, matériaux biosourcés, utilisation de l'eau en circuit fermé... Sur 60m², l'écosystème de cette nouvelle Biosphère est un habitat qui ne génère plus de déchets, mais des ressources. Des dizaines d'experts ont été mobilisés pour cette expérience, du médecin au nutritionniste, en passant par des spécialistes du vivant, de la cuisine écologique ou encore de la tente.

## Documentaires
- Gold of Bengal, un voilier 100 % jute, Voiles et Voiliers 2013.
- Corentin de Chatelperron, un pionnier Shamengo, Kaïa Production, Shamengo 2013.
- Je traverse les océans sur un bateau en fibre de jute, Kaïa Production, Shamengo 2013.
- Cap sur l'innovation, série documentaire 15 × 26 min, FL Concepts, ARTE 2017. Diffusion sur Arte
- 4 mois sur ma biosphère, documentaire 53 min, Arte 2021

## Publication
- L'aventure de "Tara Tari" : Bangladesh-France sur un voilier en toile de jute (préf. Yves Marre et Marc Van Peteghem), La Rochelle, La Découvrance, 2011, 2e éd. (1re éd. 2010), 149 p. (ISBN 978-2-84265-702-4).

## Récompenses
- Prix Bernard Moitessier 2011[9].
- Mention spéciale du Prix de la Toison d'Or du livre d'aventure vécue 2011[10].
- Prix Pierre Loti 2012 [11].
- Prix René-Caillié 2012[12].
- Toison d'or du film d'aventure 2014 pour « Nomade des mers - Gold of Bengal »[13].
- Prix Ushuaïa TV / Écrans de l'aventure de Dijon 2014 pour « Nomade des mers - Gold of Bengal »[13].
- Prix des jeunes de la ville de Dijon 2014 pour « Nomade des mers - Gold of Bengal »[13].
- VIMFF 2016 Film Award, Best Adventure Film pour « Nomade des mers - Gold of Bengal »[14].

## Divers
Il est le parrain de la promotion 2025 de l'Icam Grand Paris Sud.